# Feestmuziek voor groot orkest
De Feestmuziek voor groot orkest is een compositie van Hugo Alfvén. Alfvén schreef de muziek voor de festiviteiten rond de opening van het nieuwe gebouw  van het Kungliga Dramatiska Teatern, tegenwoordig afgekort tot Dramaten. De muziek werd voor het eerst uitgevoerd tijdens het inauguratieconcert op 18 februari 1908 onder leiding van Tor Aulin, waarschijnlijk door de Hovkapellet. De muziek is een statige mars.
Alfvén schreef het voor:
- 2 dwarsfluiten (II ook piccolo), 2 hobo’s,  2 klarinetten, 2 fagotten
- 4 hoorns, 3 trompetten, 3 trombones, 1 tuba
- pauken, 1 man/vrouw percussie
- violen, altviolen, celli, contrabassen

## Discografie
- Uitgave Swedish Society: Hovkapellet o.l.v. componist uit 1957
- Uitgave Naxos: Niklas Willén leidt het Koninklijk Schots Nationaal orkest
- Uitgave Caprice Records: Stig Westerberg leidt het Koninklijk Filharmonisch Orkest van Stockholm
- Diverse plaatselijke opnames in een arrangement voor blaasorkest